# Septoria tanaceti
Septoria tanaceti Niessl – gatunek grzybów z klasy Dothideomycetes. Grzyb mikroskopijny pasożytujący na roślinach z rodzaju wrotycz (Tanacetum) i wywołujący u nich plamistość liści.

## Systematyka i nazewnictwo
Pozycja w klasyfikacji według Index Fungorum: Septoria, Mycosphaerellaceae, Capnodiales, Dothideomycetidae, Dothideomycetes, Pezizomycotina, Ascomycota, Fungi.
Na Tanacetum opisano jeszcze inne gatunki Septoria: Septoria tanaceti-macrophylli Bubák i Septoria pyrethri Bresadola et Krieger. Prawdopodobnie są to synonimy.

## Morfologia
Objawy na liściuW miejscach rozwoju grzybni na górnej stronie liści tworzą się plamy o średnicy 2–4 mm. Początkowo są jasnobrązowe, z cienką, ciemnobrązową obwódką, potem ich środek staje się białobrązowy.
Cechy mikroskopoweGrzybnia rozwija się w tkance miękiszowej wewnątrz liści. Pyknidia występują na obydwu stronach liścia, ale zazwyczaj na górnej stronie są liczniejsze i lepiej widoczne. Mają średnicę 72–108 μm, są ciemnobrązowe do czarnych. Ostiole pojedyncze, o średnicy 14–18 μm. Wewnątrz pyknidiów powstają nitkowate, proste lub nieco wygięte konidia o długości (16-) 21–36 μm i średnicy 1,5–2 μm z trzema septami.

## Występowanie
Monofag. Znane jest występowanie S. tanaceti w niektórych krajach Europy. W piśmiennictwie naukowym na terenie Polski podano 3 stanowiska, wszystkie na wrotyczu pospolitym (Tanacetum vulgare).